# NGC 2722
NGC 2722 (również NGC 2733 lub PGC 25221) – galaktyka spiralna (Sbc), znajdująca się w gwiazdozbiorze Hydry.
Odkrył ją William Herschel 6 stycznia 1785 roku. 12 marca 1826 roku obserwował ją też John Herschel, ponieważ jednak obliczona przez niego pozycja różniła się rektascensją od tej podanej przez jego ojca, skatalogował ją jako nowo odkryty obiekt. John Dreyer skatalogował obie obserwacje jako NGC 2722 i NGC 2733.